# Japan Football League 1994
La stagione 1994 è stata la terza edizione della Japan Football League, secondo livello del campionato giapponese di calcio.

## Squadre partecipanti

### Profili
| Club partecipanti       | Club partecipanti | Città     | Stagione 1993                             |
| ----------------------- | ----------------- | --------- | ----------------------------------------- |
| Cerezo Osaka            | dettagli          | Osaka     | 7° in JFL Division 1 (come Yanmar Diesel) |
| Chūō Bōhan Fujieda Blux | dettagli          | Fujieda   | 9° in JFL Division 1                      |
| Cosmo Oil               | dettagli          | Yokkaichi | 4° in JFL Division 2                      |
| Fujitsu                 | dettagli          | Kawasaki  | 6° in JFL Division 1                      |
| Honda Motor             | dettagli          | Hamamatsu | 1° in JFL Division 2                      |
| Kashiwa Reysol          | dettagli          | Kashiwa   | 5° in JFL Division 1                      |
| Kawasaki Steel          | dettagli          | Kōbe      | 5° in JFL Division 2                      |
| Kofu Club               | dettagli          | Kōfu      | 9° in JFL Division 2                      |
| Kyoto Purple Sanga      | dettagli          | Kyoto     | 10° in JFL Division 1 (come Kyoto Shiko)  |
| NEC Yamagata            | dettagli          | Yamagata  | 2° nei playoff regionali (promosso)       |
| NTT Kanto               | dettagli          | Saitama   | 7° in JFL Division 2                      |
| Otsuka Pharma           | dettagli          | Tokushima | 4° in JFL Division 1                      |
| PJM Futures             | dettagli          | Tosu      | 2° in JFL Division 2                      |
| Seino                   | dettagli          | Ehime     | 8° in JFL Division 2                      |
| Tokyo Gas               | dettagli          | Tokyo     | 8° in JFL Division 1                      |
| Toshiba                 | dettagli          | Horikawa  | 3° in JFL Division 1                      |

### Allenatori
| Club                    | Allenatore       |
| ----------------------- | ---------------- |
| Cerezo Osaka            | Paulo Emilio     |
| Chūō Bōhan Fujieda Blux | Yoshio Kikugawa  |
| Cosmo Oil               | Shinji Kuni      |
| Fujitsu                 | Shen Xiangfu     |
| Honda Motor             | Teruki Osawa     |
| Kashiwa Reysol          | Zé Sérgio        |
| Kawasaki Steel          | Seiichi Kun      |
| Kofu Club               | Susumu Katsumata |

| Club               | Allenatore                          |
| ------------------ | ----------------------------------- |
| Kyoto Purple Sanga | Seishiro Shimatani George Yonashiro |
| NEC Yamagata       | Naoki Sugisawa                      |
| NTT Kanto          | Takashi Shimizu                     |
| Otsuka Pharma      | Hajime Ishii                        |
| PJM Futures        | Takashi Kuwahara Sergio Batista     |
| Seino              | sconosciuto                         |
| Tokyo Gas          | Toshiaki Imai                       |
| Toshiba            | Takeo Takahashi                     |

## Classifica
|  | Pos. | Squadra                 | G  | V  | P  | GF | GS | DR  |
|  | ---- | ----------------------- | -- | -- | -- | -- | -- | --- |
|  | 1.   | Cerezo Osaka            | 30 | 26 | 4  | 85 | 33 | +52 |
|  | 2.   | Kashiwa Reysol          | 30 | 25 | 5  | 82 | 29 | +53 |
|  | 3.   | Chūō Bōhan Fujieda Blux | 30 | 24 | 6  | 61 | 32 | +29 |
|  | 4.   | PJM Futures             | 30 | 22 | 8  | 70 | 47 | +23 |
|  | 5.   | Kyoto Purple Sanga      | 30 | 18 | 12 | 63 | 46 | +17 |
|  | 6.   | Otsuka Pharma           | 30 | 18 | 12 | 55 | 43 | +12 |
|  | 7.   | Tokyo Gas               | 30 | 18 | 12 | 55 | 43 | +12 |
|  | 8.   | Kawasaki Steel          | 30 | 13 | 17 | 36 | 46 | -10 |
|  | 9.   | Honda Motor             | 30 | 12 | 18 | 49 | 62 | -13 |
|  | 10.  | Fujitsu                 | 30 | 11 | 19 | 39 | 52 | -13 |
|  | 11.  | Toshiba                 | 30 | 11 | 19 | 56 | 71 | -15 |
|  | 12.  | NTT Kanto               | 30 | 10 | 20 | 37 | 46 | -11 |
|  | 13.  | NEC Yamagata            | 30 | 10 | 20 | 30 | 57 | -27 |
|  | 14.  | Kofu Club               | 30 | 9  | 21 | 36 | 74 | -38 |
|  | 15.  | Cosmo Oil               | 30 | 7  | 23 | 33 | 67 | -34 |
|  | 16.  | Seino                   | 30 | 4  | 26 | 29 | 72 | -43 |

Legenda:

      Ammesse in J. League 1994

Note:
Le squadre sono classificate in base al numero di vittorie ottenute nell'arco del campionato.
Cerezo Osaka e Kashiwa Reysol ammesse alla J. League in quanto membri associati del torneo.
Nel corso della stagione, e in concomitanza con l'iscrizione come membro associato della J. League, il Chūō Bōhan cambia denominazione in Fujieda Blux.

## Statistiche

### Primati stagionali
| Record - Maggior numero di vittorie: Cerezo Osaka (26) - Minor numero di sconfitte: Kashiwa Reysol (4) - Miglior attacco: Cerezo Osaka (85) - Miglior difesa: Kashiwa Reysol (29) - Miglior differenza reti: Kashiwa Reysol (+23) - Maggior numero di sconfitte: Seino (26) - Minor numero di vittorie: Seino (4) - Peggior attacco: Seino (29) - Peggior difesa: Kofu Club (74) - Peggior differenza reti: Seino (-43) |

### Classifica marcatori
| Gol |  |  | Giocatore         | Squadra                 |
| --- |  |  | ----------------- | ----------------------- |
| 33  |  |  | Jorge Dely Valdés | Toshiba                 |
| 29  |  |  | Néstor Piccoli    | Chūō Bōhan Fujieda Blux |
| 21  |  |  | Marquinhos        | Cerezo Osaka            |
| 20  |  |  | Wagner            | Otsuka Pharma           |
| 20  |  |  | Amaral            | Tokyo Gas               |